# Serie A (2011/2012)
Serie A 2011/2012 – 110. edycja najwyższej w hierarchii klasy mistrzostw Włoch w piłce nożnej, organizowanych przez Lega Serie A. Sezon rozpoczął się 9 września 2011, meczem AC Milanu z S.S. Lazio (2:2), a zakończył się 13 maja 2012. Tytułu mistrzowskiego bronił AC Milan. Mistrzem został Juventus, zdobywając swój 28.tytuł. Do drugiej ligi spadły: Lecce, Novara i Cesena. Królem strzelców został piłkarz Milanu Zlatan Ibrahimović, który zdobył 28 goli.

## Organizacja
Liczba uczestników pozostała bez zmian (20 drużyn). Atalanta, Siena oraz zwycięzca baraży Novara awansowali z Serie B. Rozgrywki składały się z meczów, które odbyły się systemem kołowym u siebie i na wyjeździe, w sumie 38 rund: 3 punkty przyznano za zwycięstwo i po jednym punkcie w przypadku remisu. W przypadku równości punktów wyżej została sklasyfikowana drużyna, która uzyskała większą liczbę punktów i różnicę bramek zdobytych w meczach bezpośrednich (więcej goli), a jeśli nadal była sytuacja nierozstrzygnięta, to większa liczba punktów i różnica bramek zdobytych w końcowej klasyfikacji. Zwycięzca rozgrywek ligowych otrzymywał tytuł mistrza Włoch. Trzy ostatnie drużyny spadało bezpośrednio do Serie B.

## Zespoły w sezonie 2011/2012
| Uczestnicy poprzedniej edycji                                                                                 | Uczestnicy poprzedniej edycji | Uczestnicy poprzedniej edycji | Uczestnicy poprzedniej edycji |
| --- | ----------------------------- | ----------------------------- | ----------------------------- |
| MIL | Milan                         | 1                             |                               |
| INT | Inter Mediolan                | 2                             |                               |
| NAP | Napoli                        | 3                             |                               |
| UDI | Udinese                       | 4                             |                               |
| LAZ | Lazio                         | 5                             |                               |
| ROM | Roma                          | 6                             |                               |
| JUV | Juventus                      | 7                             |                               |
| PAL | Palermo                       | 8                             |                               |
| FIO | Fiorentina                    | 9                             |                               |
| GEN | Genoa                         | 10                            |                               |
| CHV | Chievo Verona                 | 11                            |                               |
| PAR | Parma                         | 12                            |                               |
| CTN | Catania                       | 13                            |                               |
| CAG | Cagliari                      | 14                            |                               |
| CES | Cesena                        | 15                            |                               |
| BOL | Bologna                       | 16                            |                               |
| LCE | Lecce                         | 17                            |                               |
| Awans z Serie B (2010/2011)                                                                                   |                               |                               |                               |
| ATA | Atalanta                      | 1                             |                               |
| SIE | Siena                         | 2                             |                               |
| po barażach                                                                                                   |                               |                               |                               |
| NOV | Novara                        | 3                             |                               |
| Oznaczenia: - kolumna pierwsza – skróty nazw drużyn, - kolumna trzecia – miejsce zajęte w poprzednim sezonie. |                               |                               |                               |

## Stadiony
| Lp. | Miasto    | Stadion                           | Klub                  | Pojemność | Zdjęcie |
| --- | --------- | --------------------------------- | --------------------- | --------- | ------- |
|     | Mediolan  | Stadio Giuseppe Meazza (San Siro) | Inter Mediolan, Milan | 80 074    |         |
|     | Rzym      | Stadio Olimpico                   | Roma, Lazio           | 72 698    |         |
|     | Neapol    | Stadio San Paolo                  | Napoli                | 60 240    |         |
|     | Florencja | Stadio Artemio Franchi            | Fiorentina            | 47 282    |         |
|     | Udine     | Stadio Friuli                     | Udinese               | 41 652    |         |
|     | Turyn     | Juventus Stadium                  | Juventus              | 41 254    |         |
|     | Bolonia   | Stadio Renato Dall'Ara            | Bologna               | 39 444    |         |
|     | Werona    | Stadio Marc’Antonio Bentegodi     | Chievo Verona         | 39 211    |         |
|     | Palermo   | Stadio Renzo Barbera              | Palermo               | 37 242    |         |
|     | Genua     | Stadio Luigi Ferraris             | Genoa                 | 36 685    |         |
|     | Lecce     | Stadio Via del Mare               | Lecce                 | 33 876    |         |
|     | Parma     | Stadio Ennio Tardini              | Parma                 | 27 906    |         |
|     | Bergamo   | Stadio Atleti Azzurri d’Italia    | Atalanta              | 24 642    |         |
|     | Cesena    | Stadio Dino Manuzzi               | Cesena                | 23 860    |         |
|     | Cagliari  | Stadio Sant’Elia                  | Cagliari              | 23 486    |         |
|     | Katania   | Stadio Angelo Massimino           | Catania               | 23 420    |         |
|     | Novara    | Stadio Silvio Piola               | Novara                | 17 875    |         |
|     | Siena     | Stadio Artemio Franchi            | Siena                 | 15 373    |         |

## Prezydenci, trenerzy, kapitanowie i sponsorzy
| Zespół | Prezydent             | Trener               | Kapitan              | Sponsor techniczny | Sponsor strategiczny                               |
| --- | --------------------- | -------------------- | -------------------- | ------------------ | -------------------------------------------------- |
| Atalanta BC | Antonio Percassi      | Stefano Colantuono   | Gianpaolo Bellini    | Erreà              | AXA, Konica Minolta                                |
| Bologna FC 1909 | Albano Guaraldi       | Stefano Pioli        | Marco Di Vaio        | Macron             | NGM, Serenissima Ceramica                          |
| Cagliari Calcio | Massimo Cellino       | Massimo Ficcadenti   | Daniele Conti        | Kappa              | Sardegna                                           |
| Calcio Catania | Antonino Pulvirenti   | Vincenzo Montella    | Marco Biagianti      | Givova             | Energia Siciliana                                  |
| AC Cesena | Igor Campedelli       | Marco Giampaolo      | Giuseppe Colucci     | Adidas             | Technogym                                          |
| AC ChievoVerona | Luca Campedelli       | Domenico Di Carlo    | Sergio Pellissier    | Givova             | Banca Popolare di Verona, Paluani, Midac Batteries |
| ACF Fiorentina | Mario Cognigni        | Siniša Mihajlović    | Alessandro Gamberini | Lotto              | Mazda, Save the Children                           |
| Genoa CFC | Enrico Preziosi       | Alberto Malesani     | Marco Rossi          | Asics              | iZiPlay                                            |
| FC Internazionale Milano | Massimo Moratti       | Gian Piero Gasperini | Javier Zanetti       | Nike               | Pirelli                                            |
| Juventus FC | Andrea Agnelli        | Antonio Conte        | Alessandro Del Piero | Nike               | Betclic, Balocco                                   |
| SS Lazio | Claudio Lotito        | Edoardo Reja         | Tommaso Rocchi       | Puma               | brak sponsora                                      |
| US Lecce | Isabella Liguri       | Eusebio Di Francesco | Guillermo Giacomazzi | Asics              | Banca Apulia, Veneto Banca, Betitaly               |
| AC Milan | wakant                | Massimiliano Allegri | Massimo Ambrosini    | Adidas             | Fly Emirates                                       |
| SSC Napoli | Aurelio De Laurentiis | Walter Mazzarri      | Paolo Cannavaro      | Macron             | Lete, MSC                                          |
| Novara Calcio | Carlo Accornero       | Attilio Tesser       | Matteo Centurioni    | Joma               | Banca Popolare di Novara, Intesa                   |
| US Città di Palermo | Maurizio Zamparini    | Stefano Pioli        | Fabrizio Miccoli     | Legea              | Eurobet, Burger King                               |
| Parma FC | Tommaso Ghirardi      | Franco Colomba       | Stefano Morrone      | Erreà              | Navigare, Banca Monte Parma                        |
| AS Roma | Thomas DiBenedetto    | Luis Enrique         | Francesco Totti      | Kappa              | WIND                                               |
| AC Siena | Massimo Mezzaroma     | Giuseppe Sannino     | Simone Vergassola    | Kappa              | Banca Monte dei Paschi di Siena                    |
| Udinese Calcio | Franco Soldati        | Francesco Guidolin   | Antonio Di Natale    | Legea              | Dacia                                              |
| Oznaczenia: - Jako sponsora technicznego należy rozumieć firmę, która dostarcza danemu klubowi sprzęt niezbędny do gry - Jako sponsora strategicznego należy rozumieć firmę, która reklamuje się na klatce piersiowej koszulki meczowej |                       |                      |                      |                    |                                                    |

## Zmiany trenerów
| Klub           | Były trener          | Data odejścia        | Powód                          | Nowy trener             | Data zatrudnienia   |
| -------------- | -------------------- | -------------------- | ------------------------------ | ----------------------- | ------------------- |
| Lecce          | Luigi De Canio       | 19 maja 2011[9]      | Koniec kontraktu               | Eusebio Di Francesco    | 27 czerwca 2011     |
| Cesena         | Massimo Ficcadenti   | 20 maja 2011         | Koniec kontraktu               | Marco Giampaolo         | 4 czerwca 2011      |
| Bologna        | Alberto Malesani     | 26 maja 2011         | Koniec kontraktu               | Pierpaolo Bisoli        | 26 maja 2011        |
| Chievo Verona  | Stefano Pioli        | 26 maja 2011         | Koniec kontraktu               | Domenico Di Carlo       | 9 czerwca 2011      |
| Juventus       | Luigi Delneri        | 31 maja 2011         | Zwolnienie                     | Antonio Conte           | 31 maja 2011        |
| Siena          | Antonio Conte        | 31 maja 2011         | Obopólna zgoda                 | Giuseppe Sannino        | 6 czerwca 2011      |
| Palermo        | Delio Rossi          | 1 czerwca 2011       | Obopólna zgoda                 | Stefano Pioli           | 2 czerwca 2011      |
| Catania        | Diego Simeone        | 1 czerwca 2011       | Obopólna zgoda                 | Vincenzo Montella       | 9 czerwca 2011      |
| Genoa          | Davide Ballardini    | 4 czerwca 2011       | Zwolnienie                     | Alberto Malesani        | 19 czerwca 2011     |
| Roma           | Vincenzo Montella    | 9 czerwca 2011       | Koniec tymczasowej pracy       | Luis Enrique            | 10 czerwca 2011     |
| Inter Mediolan | Leonardo             | 15 czerwca 2011      | Rezygnacja                     | Gian Piero Gasperini    | 24 czerwca 2011     |
| Cagliari       | Roberto Donadoni     | 12 sierpnia 2011     | Zwolnienie                     | Massimo Ficcadenti      | 16 sierpnia 2011    |
| Palermo        | Stefano Pioli        | 31 sierpnia 2011     | Zwolnienie                     | Devis Mangia            | 31 sierpnia 2011    |
| Inter Mediolan | Gian Piero Gasperini | 21 września 2011     | Zwolnienie                     | Claudio Ranieri         | 21 września 2011    |
| Bologna        | Pierpaolo Bisoli     | 4 października 2011  | Zwolnienie                     | Stefano Pioli           | 4 października 2011 |
| Cesena         | Marco Giampaolo      | 30 października 2011 | Zwolnienie                     | Daniele Arrigoni        | 1 listopada 2011    |
| Fiorentina     | Siniša Mihajlović    | 7 listopada 2011     | Zwolnienie                     | Delio Rossi             | 7 listopada 2011    |
| Cagliari       | Massimo Ficcadenti   | 8 listopada 2011     | Zwolnienie                     | Davide Ballardini       | 9 listopada 2011    |
| Lecce          | Eusebio Di Francesco | 4 grudnia 2011       | Zwolnienie                     | Serse Cosmi             | 4 grudnia 2011      |
| Palermo        | Devis Mangia         | 19 grudnia 2011      | Zwolnienie                     | Bortolo Mutti           | 19 grudnia 2011     |
| Genoa          | Alberto Malesani     | 22 grudnia 2011      | Zwolnienie                     | Pasquale Marino         | 22 grudnia 2011     |
| Parma          | Franco Colomba       | 9 stycznia 2012      | Zwolnienie                     | Roberto Donadoni        | 9 stycznia 2012     |
| Novara         | Attilio Tesser       | 30 stycznia 2012     | Zwolnienie                     | Emiliano Mondonico      | 30 stycznia 2012    |
| Cesena         | Daniele Arrigoni     | 20 lutego 2012       | Obopólna zgoda                 | Mario Beretta           | 21 lutego 2012      |
| Novara         | Emiliano Mondonico   | 6 marca 2012         | Zwolnienie                     | Attilio Tesser          | 6 marca 2012        |
| Cagliari       | Davide Ballardini    | 11 marca 2012        | Zwolnienie ze słusznego powodu | Massimo Ficcadenti      | 11 marca 2012       |
| Inter Mediolan | Claudio Ranieri      | 26 marca 2012        | Wypowiedzenie dobrowolne       | Andrea Stramaccioni     | 26 marca 2012       |
| Genoa          | Pasquale Marino      | 2 kwietnia 2012      | Zwolnienie                     | Alberto Malesani        | 2 kwietnia 2012     |
| Genoa          | Alberto Malesani     | 22 kwietnia 2012     | Zwolnienie                     | Luigi De Canio          | 22 kwietnia 2012    |
| Fiorentina     | Delio Rossi          | 2 maja 2012          | Zwolnienie                     | Vincenzo Guerini (p.o.) | 3 maja 2012         |

## Tabela
| Lp. | Drużyna         | M  | Z  | R  | P  | B+ | B– | +/– | Pkt | Kwalifikacja lub spadek                      |
| --- | --------------- | -- | -- | -- | -- | -- | -- | --- | --- | -------------------------------------------- |
| 1   | Juventus (C)    | 38 | 23 | 15 | 0  | 68 | 20 | +48 | 84  | Kwalifikacja do fazy grupowej Ligi Mistrzów  |
| 2   | Milan           | 38 | 24 | 8  | 6  | 74 | 33 | +41 | 80  | Kwalifikacja do fazy grupowej Ligi Mistrzów  |
| 3   | Udinese         | 38 | 18 | 10 | 10 | 52 | 35 | +17 | 64  | Kwalifikacja do rundy play-off Ligi Mistrzów |
| 4   | Lazio           | 38 | 18 | 8  | 12 | 56 | 47 | +9  | 62  | Kwalifikacja do rundy play-off Ligi Europy   |
| 5   | Napoli          | 38 | 16 | 13 | 9  | 66 | 46 | +20 | 61  | Kwalifikacja do fazy grupowej Ligi Europy    |
| 6   | Inter Mediolan  | 38 | 17 | 7  | 14 | 58 | 55 | +3  | 58  | Kwalifikacja do rundy III Ligi Europy        |
| 7   | Roma            | 38 | 16 | 8  | 14 | 60 | 54 | +6  | 56  |                                              |
| 8   | Parma           | 38 | 15 | 11 | 12 | 54 | 53 | +1  | 56  |                                              |
| 9   | Bologna         | 38 | 13 | 12 | 13 | 41 | 43 | −2  | 51  |                                              |
| 10  | Chievo Verona   | 38 | 12 | 13 | 13 | 35 | 45 | −10 | 49  |                                              |
| 11  | Catania         | 38 | 11 | 15 | 12 | 47 | 52 | −5  | 48  |                                              |
| 12  | Atalanta        | 38 | 13 | 13 | 12 | 41 | 43 | −2  | 46  |                                              |
| 13  | Fiorentina      | 38 | 11 | 13 | 14 | 37 | 43 | −6  | 46  |                                              |
| 14  | Siena           | 38 | 11 | 11 | 16 | 45 | 45 | 0   | 44  |                                              |
| 15  | Cagliari        | 38 | 10 | 13 | 15 | 37 | 46 | −9  | 43  |                                              |
| 16  | Palermo         | 38 | 11 | 10 | 17 | 52 | 62 | −10 | 43  |                                              |
| 17  | Genoa           | 38 | 11 | 9  | 18 | 50 | 69 | −19 | 42  |                                              |
| 18  | Lecce (R, D, R) | 38 | 8  | 12 | 18 | 40 | 56 | −16 | 36  | Relegacja do Lega Pro Prima Divisione        |
| 19  | Novara (R)      | 38 | 7  | 11 | 20 | 35 | 65 | −30 | 32  | Spadek do Serie B                            |
| 20  | Cesena (R)      | 38 | 4  | 10 | 24 | 24 | 60 | −36 | 22  | Spadek do Serie B                            |

1. 1 2  Napoli zakwalifikowało się do fazy grupowej Ligi Europy jako zwycięzca Pucharu Włoch, po zajęciu piątego miejsca, szósty zespół w lidze również zakwalifikował się do Ligi Europy.
2. ↑  Atalanta została ukarana odjęciem 6 punktów ze względu na udział w skandalu dotyczącym ustawiania meczów piłki nożnej we Włoszech w sezonie 2011/2012.[2][3]
3. ↑  Lecce najpierw zostało zdegradowane do Serie B, ale następnie ukarane spadkiem do Lega Pro Prima Divisione ze względu na udział w skandalu dotyczącym ustawiania meczów piłki nożnej we Włoszech w sezonie 2011/2012.

## Wyniki
| Gospodarz \ Gość | ATA | BOL | CAG | CTN | CES | CHV | FIO | GEN | INT | JUV | LAZ | LCE | MIL | NAP | NOV | PAL | PAR | ROM | SIE | UDI |
| Atalanta         |     | 2:0 | 1:0 | 1:1 | 4:1 | 1:0 | 2:0 | 1:0 | 1:1 | 0:2 | 0:2 | 0:0 | 0:2 | 1:1 | 2:1 | 1:0 | 1:1 | 4:1 | 1:2 | 0:0 |
| Bologna          | 3:1 |     | 1:0 | 2:0 | 0:1 | 2:2 | 2:0 | 3:2 | 1:3 | 1:1 | 0:2 | 0:2 | 2:2 | 2:0 | 1:0 | 1:3 | 0:0 | 0:2 | 1:0 | 1:3 |
| Cagliari         | 2:0 | 1:1 |     | 3:0 | 3:0 | 0:0 | 0:0 | 3:0 | 2:2 | 0:2 | 0:3 | 1:2 | 0:2 | 0:0 | 2:1 | 2:1 | 0:0 | 4:2 | 0:0 | 0:0 |
| Catania          | 2:0 | 0:1 | 0:1 |     | 1:0 | 1:2 | 1:0 | 4:0 | 2:1 | 1:1 | 1:0 | 1:2 | 1:1 | 2:1 | 3:1 | 2:0 | 1:1 | 1:1 | 0:0 | 0:2 |
| Cesena           | 0:1 | 0:0 | 1:1 | 0:0 |     | 0:0 | 0:0 | 2:0 | 0:1 | 0:1 | 1:2 | 0:1 | 1:3 | 1:3 | 3:1 | 2:2 | 2:2 | 2:3 | 0:2 | 0:1 |
| Chievo Verona    | 0:0 | 0:1 | 2:0 | 3:2 | 1:0 |     | 1:0 | 2:1 | 0:2 | 0:0 | 0:3 | 1:0 | 0:1 | 1:0 | 2:2 | 1:0 | 1:2 | 0:0 | 1:1 | 0:0 |
| Fiorentina       | 2:2 | 2:0 | 0:0 | 2:2 | 2:0 | 1:2 |     | 1:0 | 0:0 | 0:5 | 1:2 | 0:1 | 0:0 | 0:3 | 2:2 | 0:0 | 3:0 | 3:0 | 2:1 | 3:2 |
| Genoa            | 2:2 | 2:1 | 2:1 | 3:0 | 1:1 | 0:1 | 2:2 |     | 0:1 | 0:0 | 3:2 | 0:0 | 0:2 | 3:2 | 1:0 | 2:0 | 2:2 | 2:1 | 1:4 | 3:2 |
| Inter Mediolan   | 0:0 | 0:3 | 2:1 | 2:2 | 2:1 | 1:0 | 2:0 | 5:4 |     | 1:2 | 2:1 | 4:1 | 4:2 | 0:3 | 0:1 | 4:4 | 5:0 | 0:0 | 2:1 | 0:1 |
| Juventus         | 3:1 | 1:1 | 1:1 | 3:1 | 2:0 | 1:1 | 2:1 | 2:2 | 2:0 |     | 2:1 | 1:1 | 2:0 | 3:0 | 2:0 | 3:0 | 4:1 | 4:0 | 0:0 | 2:1 |
| Lazio            | 2:0 | 1:3 | 1:0 | 1:1 | 3:2 | 0:0 | 1:0 | 1:2 | 3:1 | 0:1 |     | 1:1 | 2:0 | 3:1 | 3:0 | 0:0 | 1:0 | 2:1 | 1:1 | 2:2 |
| Lecce            | 1:2 | 0:0 | 0:2 | 0:1 | 0:0 | 2:2 | 0:1 | 2:2 | 1:0 | 0:1 | 2:3 |     | 3:4 | 0:2 | 1:1 | 1:1 | 1:2 | 4:2 | 4:1 | 0:2 |
| Milan            | 2:0 | 1:1 | 3:0 | 4:0 | 1:0 | 4:0 | 1:2 | 1:0 | 0:1 | 1:1 | 2:2 | 2:0 |     | 0:0 | 2:1 | 3:0 | 4:1 | 2:1 | 2:0 | 1:1 |
| Napoli           | 1:3 | 1:1 | 6:3 | 2:2 | 0:0 | 2:0 | 0:0 | 6:1 | 1:0 | 3:3 | 0:0 | 4:2 | 3:1 |     | 2:0 | 2:0 | 1:2 | 1:3 | 2:1 | 2:0 |
| Novara           | 0:0 | 0:2 | 0:0 | 3:3 | 3:0 | 1:2 | 0:3 | 1:1 | 3:1 | 0:4 | 2:1 | 0:0 | 0:3 | 1:1 |     | 2:2 | 2:1 | 0:2 | 1:1 | 1:0 |
| Palermo          | 2:1 | 3:1 | 3:2 | 1:1 | 0:1 | 4:4 | 2:0 | 5:3 | 4:3 | 0:2 | 5:1 | 2:0 | 0:4 | 1:3 | 2:0 |     | 1:2 | 0:1 | 2:0 | 1:1 |
| Parma            | 1:2 | 1:0 | 3:0 | 3:3 | 2:0 | 2:1 | 2:2 | 3:1 | 3:1 | 0:0 | 3:1 | 3:3 | 0:2 | 1:2 | 2:0 | 0:0 |     | 0:1 | 3:1 | 2:0 |
| Roma             | 3:1 | 1:1 | 1:2 | 2:2 | 5:1 | 2:0 | 1:2 | 1:0 | 4:0 | 1:1 | 1:2 | 2:1 | 2:3 | 2:2 | 5:2 | 1:0 | 1:0 |     | 1:1 | 3:1 |
| Siena            | 2:2 | 1:1 | 3:0 | 0:1 | 2:0 | 4:1 | 0:0 | 0:2 | 0:1 | 0:1 | 4:0 | 3:0 | 1:4 | 1:1 | 0:2 | 4:1 | 0:2 | 1:0 |     | 1:0 |
| Udinese          | 0:0 | 2:0 | 0:0 | 2:1 | 4:1 | 2:1 | 2:0 | 2:0 | 1:3 | 0:0 | 2:0 | 2:1 | 1:2 | 2:2 | 3:0 | 1:0 | 3:1 | 2:0 | 2:1 |     |

## Liderzy kolejek
|    | —— | —— | —— | —— | —— | —— | ——  | ——   | ——   | ——  | ——  | ——   | ——   | ——  | ——  | ——  | ——       | ——       | ——       | ——       | ——       | ——    | ——    | ——    | ——    | ——    | ——    | ——    | ——    | ——       | ——       | ——       | ——       | ——       | ——       | ——       | ——       | —— |  |
|    |    |    |    |    |    |    | Udi | Juve | Juve |     |     | Juve | Juve |     | Juv |     | Juventus | Juventus | Juventus | Juventus | Juventus | Milan | Milan | Milan | Milan | Milan | Milan | Milan | Milan | Juventus | Juventus | Juventus | Juventus | Juventus | Juventus | Juventus | Juventus |    |  |
|    |    |    |    |    |    |    |     |      |      |     |     |      |      |     |     |     |          |          |          |          |          |       |       |       |       |       |       |       |       |          |          |          |          |          |          |          |          |    |  |
|    |    |    |    |    |    |    |     |      |      |     |     |      |      |     |     |     |          |          |          |          |          |       |       |       |       |       |       |       |       |          |          |          |          |          |          |          |          |    |  |
| 1ª | 2ª | 3ª | 4ª | 5ª | 6ª | 7ª | 8ª  | 9ª   | 10ª  | 11ª | 12ª | 13ª  | 14ª  | 15ª | 16ª | 17ª | 18ª      | 19ª      | 20ª      | 21ª      | 22ª      | 23ª   | 24ª   | 25ª   | 26ª   | 27ª   | 28ª   | 29ª   | 30ª   | 31ª      | 32ª      | 33ª      | 34ª      | 35ª      | 36ª      | 37ª      | 38ª      |    |  |

## Najlepsi strzelcy
| Bramki  | Strzelcy           | Drużyna        |
| ------- | ------------------ | -------------- |
| 28 (10) | Zlatan Ibrahimović | Milan          |
| 24 (8)  | Diego Milito       | Inter Mediolan |
| 23 (3)  | Edinson Cavani     | Napoli         |
| 23 (4)  | Antonio Di Natale  | Udinese        |
| 19 (3)  | Rodrigo Palacio    | Genoa          |
| 16 (2)  | Fabrizio Miccoli   | Palermo        |
| 16 (3)  | Germán Denis       | Atalanta       |
| 15 (4)  | Sebastian Giovinco | Parma          |
| 14 (4)  | Stevan Jovetić     | Fiorentina     |
| 12      | Mattia Destro      | Siena          |
| 12      | Miroslav Klose     | Lazio          |

## Skład mistrzów
| Zwycięzca Serie A 2011/12 |
| ------------------------- |
| Juventus 28 Tytuł         |

| formacja | Piłkarz (liczba meczów)   |
| --- | ------------------------- |
| Buffon Barzagli Bonucci Chiellini Lichtsteiner (Pepe) Vidal Pirlo Marchisio Giaccherini Matri Vučinić | Gianluigi Buffon (35)     |
| Buffon Barzagli Bonucci Chiellini Lichtsteiner (Pepe) Vidal Pirlo Marchisio Giaccherini Matri Vučinić | Andrea Barzagli (35)      |
| Buffon Barzagli Bonucci Chiellini Lichtsteiner (Pepe) Vidal Pirlo Marchisio Giaccherini Matri Vučinić | Leonardo Bonucci (32)     |
| Buffon Barzagli Bonucci Chiellini Lichtsteiner (Pepe) Vidal Pirlo Marchisio Giaccherini Matri Vučinić | Giorgio Chiellini (34)    |
| Buffon Barzagli Bonucci Chiellini Lichtsteiner (Pepe) Vidal Pirlo Marchisio Giaccherini Matri Vučinić | Stephan Lichtsteiner (35) |
| Buffon Barzagli Bonucci Chiellini Lichtsteiner (Pepe) Vidal Pirlo Marchisio Giaccherini Matri Vučinić | Arturo Vidal (33)         |
| Buffon Barzagli Bonucci Chiellini Lichtsteiner (Pepe) Vidal Pirlo Marchisio Giaccherini Matri Vučinić | Andrea Pirlo (37)         |
| Buffon Barzagli Bonucci Chiellini Lichtsteiner (Pepe) Vidal Pirlo Marchisio Giaccherini Matri Vučinić | Claudio Marchisio (36)    |
| Buffon Barzagli Bonucci Chiellini Lichtsteiner (Pepe) Vidal Pirlo Marchisio Giaccherini Matri Vučinić | Emanuele Giaccherini (23) |
| Buffon Barzagli Bonucci Chiellini Lichtsteiner (Pepe) Vidal Pirlo Marchisio Giaccherini Matri Vučinić | Alessandro Matri (31)     |
| Buffon Barzagli Bonucci Chiellini Lichtsteiner (Pepe) Vidal Pirlo Marchisio Giaccherini Matri Vučinić | Mirko Vučinić (32)        |
| Buffon Barzagli Bonucci Chiellini Lichtsteiner (Pepe) Vidal Pirlo Marchisio Giaccherini Matri Vučinić | Trener: Antonio Conte     |
| Pozostałe piłkarze: Simone Pepe (31), Alessandro Del Piero (23), Fabio Quagliarella (23), Paolo De Ceglie (21), Marcelo Estigarribia (14), Marco Borriello (13), Martín Cáceres (11), Michele Pazienza (8), Miloš Krasić (7), Simone Padoin (6), Eljero Elia (4), Luca Marrone (3), Marco Storari (3), Fabio Grosso (2). |                           |